# Lukas Schnitzer

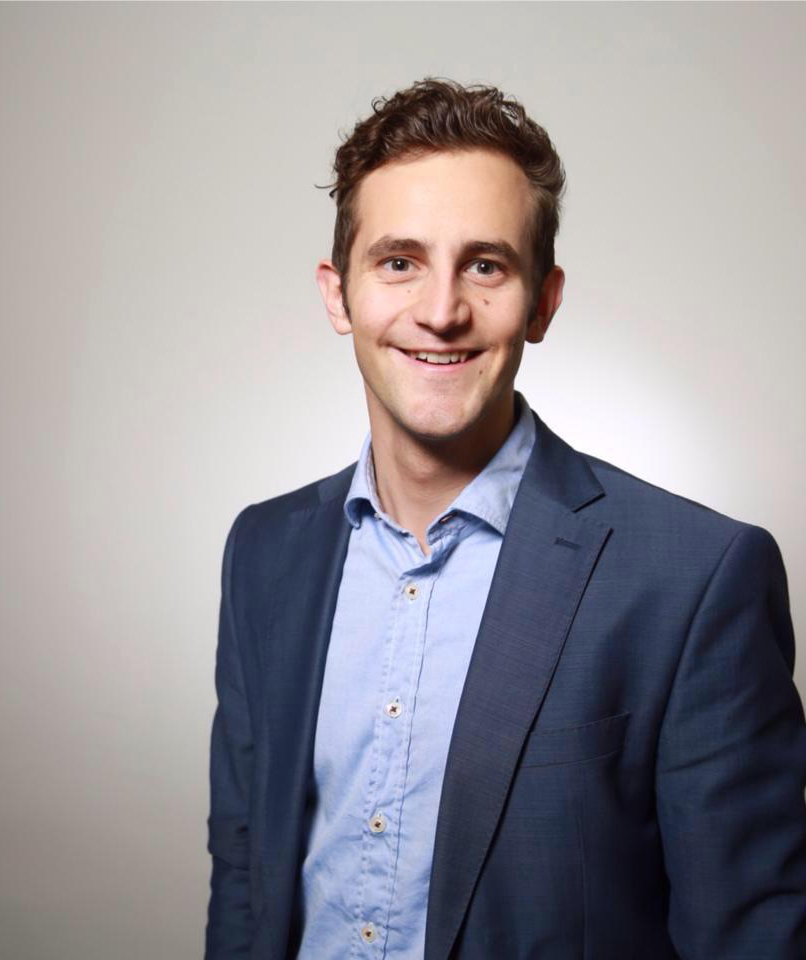
Lukas Schnitzer (2015)

Lukas Schnitzer (* 2. Februar 1988 in Hartberg) ist ein österreichischer Politiker der ÖVP. Er wurde am 16. Juni 2015 als Abgeordneter zum Steiermärkischen Landtag angelobt.

## Ausbildung und Beruf
Schnitzer besuchte nach der Grundschule das Militärrealgymnasium an der Theresianischen Militärakademie in Wiener Neustadt, das er 2006 mit der Matura abschloss. 2005 war er dort Schulsprecher und 2006 stellvertretender Landesobmann der Schülerunion Niederösterreich. Danach begann er ein Studium der Rechtswissenschaften, das er im März 2021 mit dem Magister iuris (Mag. iur.) abschloss.
Während seiner Studienzeit war Schnitzer parlamentarischer Mitarbeiter von Nationalratsabgeordneten Reinhold Lopatka.

## Politische Karriere
Zur Politik kam Schnitzer über seinen Großvater Alois Pack, der von 1969 bis 1989 Stadtrat in Hartberg war.
Er war Mitglied bei der Jungen ÖVP (JVP) Steiermark. Im Dezember 2007 wurde er Ortsobmann der JVP Hartberg. Im Dezember 2008 wurde er zum Bezirksobmann der JVP Hartberg gewählt. Von November 2009 bis November 2012 war er stellvertretender Landesobmann der JVP Steiermark. Am 17. November 2012 wurde er zum Obmann der JVP Steiermark gewählt.
Seit 2010 ist er Mitglied des Gemeinderates seiner Heimatgemeinde Hartberg.
Auf dem 25. Bundestag der JVP in Linz wurde Schnitzer von 99 Prozent der Delegierten zum Stellvertreter von JVP-Bundesobmann Sebastian Kurz gewählt.
2011 wurde er zum stellvertretenden Obmann der ÖVP im Bezirk Hartberg gewählt.
Bei der Nationalratswahl 2013 kandidierte Schnitzer auf der steirischen Landesliste der ÖVP an vierter Stelle. Er erreichte dabei 2631 Vorzugsstimmen; aufgrund der Verluste der ÖVP zogen jedoch Beatrix Karl und Werner Amon über die Landesliste in den Nationalrat ein.
Am 18. April 2015 wurde kam er auf die Kandidatenliste der ÖVP für die Landtagswahl 2015. Dabei wurde Schnitzer als Sechster der Landesliste auf Wunsch von Landesparteiobmann Landeshauptmann Hermann Schützenhöfer an wählbare Stelle gereiht. Er wurde am 16. Juni 2015 als jüngster Abgeordneter des aktuellen ÖVP-Landtagsklubs angelobt. Er war auch der erste JVP-Obmann seit 30 Jahren, dem der Einzug in den Landtag gelang.
Im Landtag ist Schnitzer Mitglied in den Ausschüssen für Bildung (Bildung, Schule, Kinderbetreuung, Jugend, Frauen, Familie und Sport), Europa (Europäische Integration und Entwicklungspolitik) und Verfassung.
Durch den Wechsel von MMag. Barbara Eibinger-Miedl in die steirische Landesregierung wurde auf Vorschlag des neu gewählten Klubobmannes der Volkspartei im steiermärkischen Landtag Karl Lackner, Lukas Schnitzer zu einem seiner Klubobmann-Stellvertreter im Mai 2017 gewählt. In dieser Funktion wurde er unter dem neuen Obmann Stefan Schnöll im November 2017 bestätigt.
2022 wurde Antonia Herunter als seine Nachfolgerin als Obfrau der JVP Steiermark designiert.

## Sonstiges
Auch sportlich machte Schnitzer Karriere. 2003 wurde er in Kapfenberg Österreichischer Meister der Schüler über 800 Meter. Dazu kommen Landesmeistertitel der Schüler über 800 Meter und der Jugend über 1000 Meter (jeweils 2003) sowie der niederösterreichische Landesmeistertitel und der Sieg im Bundesländercup der Jugend über 2000 Meter Hindernis (jeweils 2004).